# Jessica Schmidt (Juristin)
Jessica Schmidt (* 5. März 1979 in Nürnberg) ist eine deutsche Rechtswissenschaftlerin und Hochschullehrerin an der Universität Bayreuth.

## Leben
Nach dem Abitur in Pößneck 1997 begann Jessica Schmidt 1998 ein Studium der Rechtswissenschaften an der Universität Jena, das sie 2003 mit dem Ersten Juristischen Staatsexamen abschloss. Dem schloss sie ein Studium an der University of Nottingham an, das sie 2004 mit dem Erwerb des Titels Master of Laws beendete. Anschließend war sie als wissenschaftliche Mitarbeiterin am Lehrstuhl von Walter Bayer an der Friedrich-Schiller-Universität Jena tätig. Dort promovierte sie 2006 mit summa cum laude zur Dr. iur. Nach dem Referendariat in Thüringen folgte 2008 das Zweite Staatsexamen. 2013 schloss Schmidt ihr Habilitationsverfahren ab und erhielt die Venia legendi für die Fächer Bürgerliches Recht, Deutsches und Europäisches Wirtschaftsrecht, Europäisches und Internationales Privatrecht und Rechtsvergleichung.
Im Wintersemester 2013/14 erhielt sie Rufe an die TU Dortmund und die Universität Bayreuth. Seit 1. April 2014 ist sie Inhaberin des Lehrstuhls für Bürgerliches Recht, deutsches, europäisches und internationales Unternehmens- und Kapitalmarktrecht (Zivilrecht I) an der Universität Bayreuth. Im WS 2020/21 lehnte sie einen Ruf auf eine W3-Professur an der Universität Hamburg ab.
Jessica Schmidt ist seit 2014 Direktorin der Forschungsstelle für Unternehmens- und Kapitalmarktrecht sowie Unternehmenssteuerrecht (Companies, Capital Markets & Taxes – CoCapT) an der Universität Bayreuth.
Seit 2019 ist sie Mitglied der Informal Expert Group on Company Law and Corporate Governance der Europäischen Kommission.
Jessica Schmidt ist Herausgeberin der Zeitschrift für das gesamte Insolvenz- und Sanierungsrecht (ZInsO, seit 2015), im Redaktionsbeirat der Europäischen Zeitschrift für Wirtschaft (EuZW, seit 2018) und Mitherausgeberin der Neuen Zeitschrift für Gesellschaftsrecht (NZG, seit 2022).

## Veröffentlichungen (Auswahl)
Zu den über 250 Veröffentlichungen von Jessica Schmidt gehören u. a.:
- „Deutsche“ vs. „britische“ Societas Europaea (SE). JWV, Jena 2007, ISBN 978-3-86653-013-3 (Dissertation).
- Der Vertragsschluss – ein Vergleich zwischen dem deutschen, französischen, englischen Recht und dem CESL. Mohr Siebeck, Tübingen 2013, ISBN 978-3-16-152848-4 (Habilitationsschrift).
- mit Marcus Lutter, Walter Bayer: Europäisches Unternehmens- und Kapitalmarktrecht. 6. Auflage. De Gruyter, Berlin 2017, ISBN 978-3-11-045625-7.
- Michalski/Heidinger/Leible/J. Schmidt, GmbHG, 3. Aufl. 2017,
- Mankowski/Müller/J. Schmidt, EuInsVO 2015
- Michalski/J. Schmidt, BGB-Erbrecht, 5. Aufl. 2019
- Cross-border mergers and divisions, transfers of seat: Is there a need to legislate?, study upon request of the JURI committee of the European Parliament, Juni 2016, PE 559.960, ISBN 978-92-823-9338-3, doi:10.2861/355250